# 2004 في السعودية
تحتوي هذه المقالة على أهم الأحداث التي شهدتها السعودية في 2004، والتي توافق 1424 / 1425 هجري إضافة إلى أهم الشخصيات السعودية التي وُلدت أو تُوفيت في هذه السنة.

## السياسة

### الحكم
الملك: فهد بن عبد العزيز آل سعود.

### تعيينات
- تعيين الاستاذ فهيد بن فهد الشريف محافظا للمؤسسة العامة لتحلية المياه المالحة بالمرتبة الممتازة.[1]
- تعيين الدكتور محمد بن ابراهيم السويل محافظا لهيئة الاتصالات وتقنية المعلومات بالمرتبة الممتازة.[2]
- تعيين الاستاذ عمرو بن عبدالله الدباغ محافظا للهيئة العامة للاستثمار بمرتبة وزير.[3]
- تعيين معالى الدكتور غازي بن عبدالرحمن القصيبى وزيرا للعمل.[4]
- تعيين معالى الدكتور على بن ابراهيم النملة وزيرا للشؤون الاجتماعية.[4]
- تعين معالى المهندس عبدالله بن عبدالرحمن الحصين وزيرا للمياه والكهرباء. [4]
- تعيين معالى الدكتور ناصر بن محمد السلوم أمينا عاما لهيئة تطوير مكة المكرمة و المدينة المنورة والمشاعر المقدسة بمرتبة وزير.[3]

### إعفاءات
- إعفاء سمو الامير عبدالله بن فيصل بن تركى ال سعود محافظ الهيئة العامة للاستثمار من منصبه.[3]

## أحداث
- تأسيس الهيئة السعودية الاهلية للاغاثة والاعمال الخيرية للأعمال الإغاثية خارج السعودية .[5]
- البدء في إنشاء تمديدات خطوط المياه الرئيسة في القطيف بقيمة اجمالية بلغت ثلاثة عشر مليون وخمسة عشر الف وسبعمائة وثلاثة عشر ريالا.[5]
- رئيس مجلس الشورى الشيخ صالح بن عبدالله بن حميد يصل الى دمشق للمشاركة في الدورة 45 للمجلس والمؤتمر 11 للاتحاد البرلمانى العربى . [2]
- البدء بتنفيذ مشروع مجمع تلفزيون جدة بالتعاقد مع شركة تدعى (فريسينة السعودية العربية) مع تكلفة اجمالية قدرها 90,504,213 ريال على أن يتم تنفيذ المشروع خلال 900 يوم.[2]
- السعودية تقدم 50 مليون دولار للمساهمة في مشاريع اعادة اعمار المناطق المتضررة من زلزال منطقة الحسيمة بالمغرب , حيث تم تكليف الصندوق السعودى للتنمية كمسؤول عن مشروع إعادة الإعمار بالتعاون مع جهات مغربية .[1]
- تمكنت ادارة مكافحة المخدرات في منطقة الرياض من احباط عملية تهريب خمس أطنان من مادة الحشيش المخدر الى المملكة قد تم تهريبها الى المملكة من احدى دول شرق اسيا .[4]
- البدء بتنفيذ مشروع انشاء محطتى ضخ وإمداد خطوط الانابيب لنقل المياه المعالجة بين مدينتى العيون والعمران الواقعتان في الاحساء بقيمة اجماليه قدرها 29 مليون ريال .[1]
- وقعت حكومة المملكة العربية السعودية ثلاث اتفاقيات لاستكشاف وتطوير موارد الغاز في منطقة شمال الربع الخالى مع شركة ارامكو السعودية و شركة لوك اويل الروسية وشركة ساينوبك الصينية وائتلاف شركتى اينى الايطالية وريبسول الاسبانية. [1]
- الاعلان عن انشاء جمعية وطنية تعنى بحقوق الانسان و أطلق عليها اسم الجمعية الوطنية لحقوق الانسان و مقرها الرياض .[6]
- مجلس الوزراء يقرر الموافقة على تحويل رئاسة الطيران المدني إلى هيئة الطيران .[6]
- المملكة العربية السعودية تفوز بعضوية المجلس الدولي لتنسيق برنامج الانسان والمحيط الحيوي والذي يرمز له ب/ الماب / من خلال انتخابات أجريت خلال الدورة 32 للمنظمة الدولية للتربية والعلوم والثقافة / اليونسكو / .[6]
- حولت المملكة مبلغ 15 مليونا و 400الف دولار الى الحساب المخصص لدعم ميزانية السلطة الوطنية الفلسطينية بناء على إلتزامات قرارات القمة العربية في بيروت .[7]
- مقتل مطلوبيين امنيًا بعد تبادل إطلاق معهما وهما :  خالد على على حاج / يمني الجنسية / وابراهيم بن عبدالعزيز بن محمد المزينى / سعودي الجنسية .[7]
- وقع صاحب السمو الملكى الامير طلال بن عبدالعزيز رئيس برنامج الخليج العربي لدعم منظمات الامم المتحدة الإنمائية في الرياض اتفاقية تأسيس أول بنك للفقراء في العالم العربى وهو (بنك الأمل للاقراض الأصغر) في الجمهورية اليمنية , وقع الاتفاقية عن الجانب اليمني وزير الشؤون الإجتماعية والعمل عبد الكريم الارحبى . [7]
- اكتشاف حقل غاز جديد وهو حقل الشيبة والذي يقع بالمنطقة الشرقية ويبلغ معدل انتاجه 20 مليون قدم مكعبة من الغاز و650 برميلا في اليوم على حسب إعلان وزير البترول والثروة المعدنية المهندس على بن ابراهيم النعيمى.[8]
- افتتاح مشروع تحلية مياه البحر في مركز القاعية التابع لمحافظة المجمعة.[9]
- زيارة  وزير الخارجية الامريكي كولن باول إلى السعودية . [9]
- انشاء ثلاث كليات جديدة للبنات في الرياض وهى كلية التربية للاقتصاد المنزلى والتربية الفنية وكلية التربية لاعداد المعلمات وكلية الخدمة الاجتماعية ورصد لها مبلغ يقدر بـ 150 مليون ريال.[10]
- تم توقيع اتفاقية تأسيس وصيانة الكيبل البحري القاري الرابع من قبل 16 شريكًا في المشروع منهم شركة الاتصالات السعودية, حيث يصل طول الكيبل الى 20 ألف كليو متر بسعة مبدئية للمشروع 160 جيجابت في الثانية ويمكن زيادتها حسب الحاجة الى السعة القصوى للكيبل 28 ر1 تيرابت في الثانية أى مايعادل 15 مليون دائرة هاتفية. [10]
- حصلت ارامكو السعودية على براءة اختراع لجهاز مساندة مؤقت لمنصات حفر آبار البترول العائمة ذات الرفع الذاتى حيث قام بتصميمه و ابتكاره المهندس ابوبكر رضوان , الجهاز المبتكر يستخدم لمساندة أعمال الصيانة لأجهزة الرفع الميكانيكية المثبتة في منصات الحفر و الصيانة دون الحاجة إلى سحب تلك المنصات الى الأحواض الجافة من أجل صيانة أجهزة رفعها.[11]
- نجح فريق طبى سعودي بمستشفى الملك فيصل التخصصى في إجراء عملية جراحية لزراعة قلب ورئتين لمريضة اماراتية حيث تعد الأولى من نوعها على مستوى منطقة الشرق الاوسط. [11]
- زيارة الكسندر كفاشنيفسكى رئيس جمهورية بولندا إلى السعودية . [9]
- حقق الفريق الطبى السعودى بقيادة المدير العام التنفيذي للشؤون الصحية بالحرس الوطنى استشاري جراحة الاطفال الدكتور عبدالله الربيعة انجازا طبيا جديدا بعد نجاح عملية فصل التوأم السيامي الفلبينى / ماي وناي / الملتصقان بالبطن و الجهاز البولي . [9]
- رئيس وكالة الطاقة الدولية كلاود مانديل يصل إلى الرياض في زيارة للمملكة.[3]
- اعلان فصل وزارة العمل والشؤون الاجتماعية إلى وزارتين مستقلتين , سميت الأولى وزارة العمل والثانية وزارة الشؤون الاجتماعية.[3]
- وضع حجر الأساس لمستشفى الريث العام والذي تقدر طاقته الاستيعابية بـ 50 سريرا وتكلفته الانشائية 22 مليون و 500 الف ريال ويخطط تنفيذه خلال 36 شهرا.[12]
- توصل طبيب سعودى الى طريقة علمية جديدة لزراعة المفاصل قائمة على استخدام الخلايا الجذعية المتوفرة في جسم الانسان.[12]
- قدمت المملكة تبرعا ماليًا دوريًا مقررًا لجامع الأزهر في جمهورية مصر قيمته خمسون الف دولار , تمثل الدفعة القسط الثاني والاخير من التبرع السنوي الذي تقدمه المملكة للأزهر.[12]

### فبراير
- 1: تدافع للحجاج في منى يتسبب في وفاة 244 حاج .

### أبريل
- 21: تفجير مبنى الإدارة العامة للمرور بسيارة مفخخة بحي الوشم في العاصمة الرياض[13][14]

### مايو
- 1: هجوم ينبع.
- 29: 39 شخص أغلبهم أجانب ما بين قتيل وجريح هي حصيلة احتجاز رهائن في مدينة الخبر من قبل أفراد تنظيم القاعدة .

### ديسمبر
- 29: استهداف مقر وزارة الداخلية ومركز تدريب قوات الطوارئ الخاصة بسيارتين مفخختين أدى إلى وقوع قتلى وجرحى في الرياض.[15]

## وفيات

### يوليو
- 21: بدر بن سعود بن عبد العزيز آل سعود، أحد أبناء الملك سعود.
- 29: عبد الرحمن بن سعود بن عبد العزيز آل سعود، رئيس نادي النصر السعودي.
- 21 نوفمبر: مشهور بن سعود بن عبد العزيز آل سعود الإبن التاسع والعشرون من أبناء الملك سعود.

### ديسمبر
- 30: سعد الدوسري، لاعب كرة قدم.